# 윌 포스터
윌 포스터(Will Foster)는 영국 록 그룹 더 티어스에 키보디스트다.
이전에 그는 델리카테슨(Delicatessen) 가수 닐 칼릴(Neil Carlill), 슈퍼그래스(Supergrass)의 드러머 대니 고피(Danny Goffey) 및 고피의 아내 펄 로우(Pearl Lowe)와 함께 로저(Lodger)를 결성하기 전에 영국 아트 록 밴드 델리카테슨과 함께 연주했다. 2008년부터 그는 존 프라텔리(Jon Fratelli)와 협력하여 2008/2009 라이브 쇼에서 프라텔리스(The Fratellis)와 함께 키보드와 기타를 연주했다. 밴드가 중단되자 그는 존 프라텔리를 따라 그의 새 밴드 코데인 벨벳 클럽(Codeine Velvet Club)으로 가서 2009/2010 라이브 쇼에서 키보드와 기타를 연주하기도 했다. 밴드가 해체되었을 때 그는 존의 솔로 밴드에서 키보드/피아노를 연주했다.